# Oryzopsis sogdiana
Oryzopsis sogdiana är en gräsart som beskrevs av Grig. Oryzopsis sogdiana ingår i släktet Oryzopsis och familjen gräs. Inga underarter finns listade i Catalogue of Life.